# ユダヤ人
ユダヤ人（ユダヤじん、ヘブライ語: יהודים、英語: Jews、ラディーノ語: Djudios、イディッシュ語: ייִדן）は、元来は狭義のイスラエル民族を指す言葉で、由来はイスラエル民族のひとつ、ユダ族がイスラエルの王の家系だったことからきている。ヘブライ人やセム人とも称される。人種学ではコーカソイドに分類される。
現在は、ユダヤ教の信者（宗教集団）またはユダヤ教信者を親に持つ者によって構成される宗教信者を指し、ヨーロッパでは19世紀中ごろまでは、イスラエル民族としての用法以外には主としてユダヤ教の信者というとらえ方がなされていたが、近代的国民国家が成立してからは宗教的民族集団としてのとらえ方が広まった。ハラーハーでは、ユダヤ人の母親から生まれた者、あるいは正式な手続きを経てユダヤ教に入信した者がユダヤ人であると規定されている。
ユダヤ教徒はディアスポラ以降、世界各地で共同体を形成し、固有の宗教や歴史を有する少数派の民族集団として定着した。現在の調査では、全世界に1,340万を超えるユダヤ教徒が存在する。民族独自の国家としてイスラエルがあるほか、各国に移民が生活している。
言語の面ではヘブライ語の話者が主流とされるが、イディッシュ語の話者もいればラディーノ語の話者もいる。歴史的にはユダヤ人とはユダヤ教徒のことであったが、現状では国籍、言語、人種の枠を超えた、ひとつの尺度だけでは定義しえない文化的集団としか言いようのないものとなっている。ユダヤ人には、中東諸国にルーツを持つミズラヒム、ヨーロッパ系のアシュケナジムの区別がある。イスラエル国内で両者の数は半々しなものの、 社会的地位･経済力には大きな格差があり、エリート層の多くはアシュケナジムによって占められている。イスラエル国内で前者の多数は労働者階級でネタニヤフ首相を支持し、エリート階級である後者に対する敵意を持っており、国内対立が起きている

## 定義
「ユダヤ人はユダヤ教を信仰する人々である」という定義は、古代・中世にはあてはまるが、近代以降ではユダヤ教徒の家系でキリスト教に改宗した人々（フェリックス・メンデルスゾーンやグスタフ・マーラー、ハインリヒ・ハイネ、ベンジャミン・ディズレーリ）や無神論者（両属性ユダヤ）の人々（ジークムント・フロイトやカール・マルクスなど）も「ユダヤ人」とみなされることが多い。
イスラエルの国内法である帰還法は「ユダヤ人の母から産まれ、あるいはユダヤ教徒に改宗した者で、他の宗教の成員ではない者」をユダヤ人と定義している。このため、イスラエル国内に於いてユダヤ教を信仰していない者は、単にIsraeli（イスラエル人）として扱われる。
また、ユダヤ人社会内やイスラエル国内においては、「ユダヤ人の母を持つ者」をユダヤ人と呼ぶのに対し、ヨーロッパなどでは、母親がユダヤ人でなくともユダヤ人の血統を持った者（たとえば母親が非ユダヤ人で父親がユダヤ人という場合）もユダヤ人として扱うことが多い。

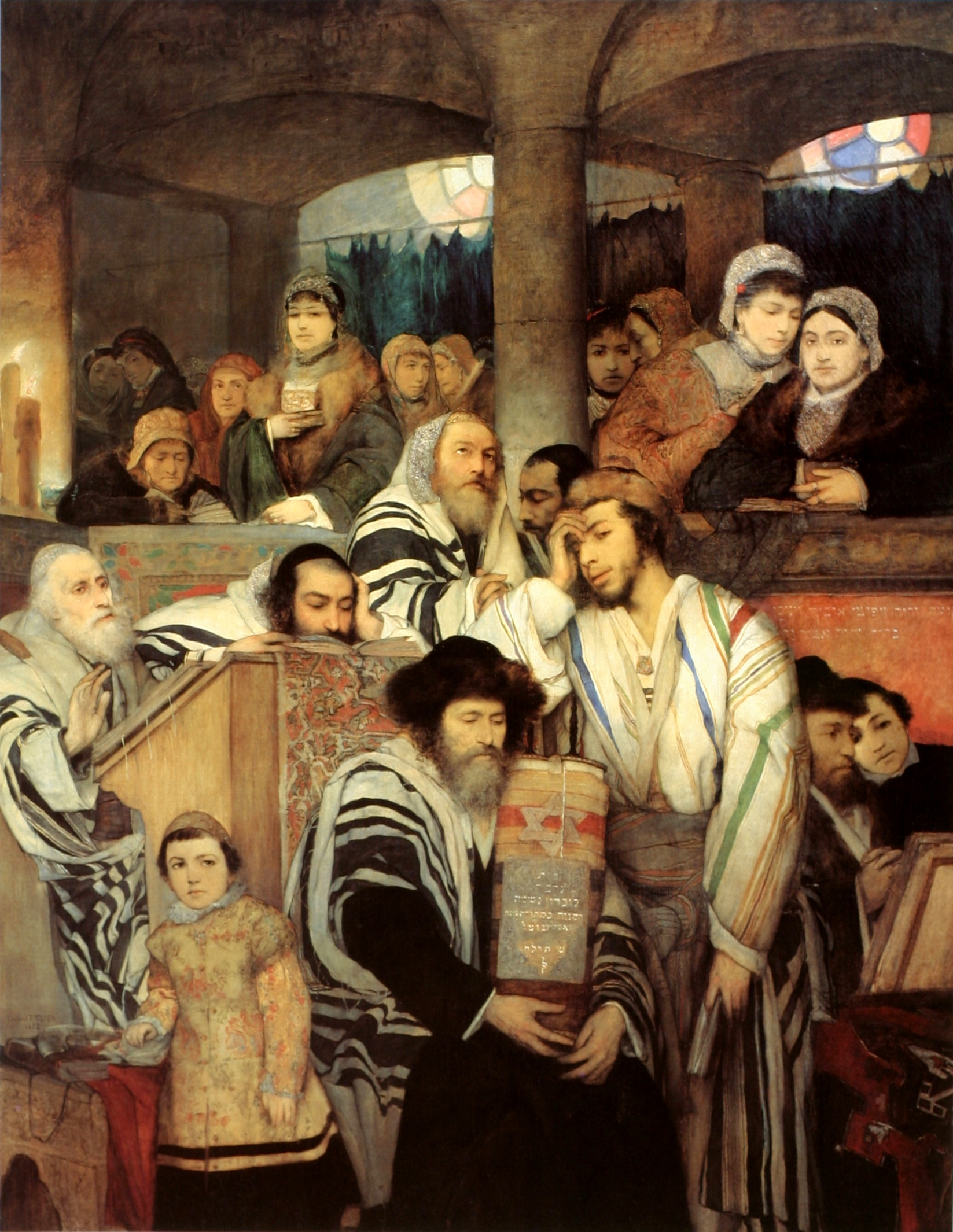
M. Gottlieb画、シナゴーグで祈るユダヤ人（1878年）

オスマン帝国のユダヤ系人の旗（1453年 - 1793年）

過去の人種学ではユダヤ人という人種が存在しているという考え方もあった。ゴビノーはアラブ人とユダヤ人をあわせてセム人種と呼び、これを白人の中でも他人種との混血度の高い二級集団と断じた。ナチズムはユダヤ人を人種として扱っているが、帝国市民法第一施行令による分類では、形式的にユダヤ教組織に属した人間も「人種としてのユダヤ人」になるとされた。
こうした見方からはユダヤ人特有の外見の特徴が存在するとされ、これに基づいた差別的検査も行われていた。しかし、ユダヤ人を身体的形質によって他と区別しうる集団としてとらえることはできず、すでに白人のみならず多数の黒人がともにユダヤ人として認められている。
現代社会ではユダヤ人はおおむね居住地のほかの住民と同化しており、これを血統主義的観点からのみ区分することはできない。そのため、ユダヤ人のハーフやクオーターといった形容は、まず用いられない。ドイツの文芸評論家マルツェル・ライヒ＝ラニツキは、自伝『わがユダヤ、ドイツ、ポーランド』（柏書房）の中で「私は、半分のポーランド人、半分のドイツ人、そして丸ごとのユダヤ人だ」と冗談めかした言い方でこのあたりの機微を突いている。
大澤武男は「歴史的な見地から『ユダヤ人』をユダヤ教を信じる人々と規定するなら『ユダヤ教徒』と呼ぶべきであり、単に『ユダヤ人』と呼称するのは適当ではない」とし、ユダヤ人を人種や民族と規定する見方は、19世紀以降のナショナリズム、社会進化論、反ユダヤ主義の産物であり、また国籍を示す用語でもないという。「ユダヤ人」は、キリスト教文化圏では一種の宗教的差別概念、また少数派、無国籍放浪者としての社会的差別概念を含む言葉として用いられてきた。現在、イスラエル人やユダヤ教徒、またはユダヤ教がもたらした伝統や文化を堅持している人々を指して、ユダヤ人と呼ぶとする。
内田樹は、英語であれば "Jew" や "Jewish" の一語で表せるが、日本語では単に「ユダヤ」とは呼ばず、その後に「〜人」「〜民族」「〜教徒」とつけて呼び習わしているが、「教徒」では宗教的な意味合いだけで考慮されることが多く、「〜人」「〜民族」という表現から（民族と人種の概念を混同して）「ユダヤ人」がひとつの「人種」であるという誤った印象を受けてしまう人もいるが、実際にはユダヤ人とほかの民族集団とを区別しうる有意な人種的特徴はないという。

### 「○○ユダヤ人」
- 同化ユダヤ人 - 全世界に散らばり、現地に「同化」した状態のユダヤ人。ユダヤ教以外の宗教を信仰する、シナゴーグ（ユダヤ教の会堂）以外で結婚式を挙げる、非ユダヤ人と結婚するなど。
- 両属性ユダヤ人 - ユダヤ教に興味がない、または無神論者でユダヤ教の生活習慣に従わないため、ユダヤ人からは「非ユダヤ人」と見なされるが、ユダヤのアイデンティティーを強く持っているユダヤ人。ユダヤ人と非ユダヤ人の境界線上にあるユダヤ人。
- 東欧系ユダヤ人（アシュケナジム） - ユダヤ系のディアスポラのうちドイツ語圏や東欧諸国などに定住した人々、およびその子孫。言語はイディッシュ語（ユダヤドイツ語）。
  - 西方ユダヤ人 - フランスやドイツ語圏に居住し、イディッシュ語を話すアシュケナジム。
  - 東方ユダヤ人 - 非ドイツ語圏に居住し、イディッシュ語を話すアシュケナジム。
- スペイン系ユダヤ人（セファルディム） - ユダヤ系のディアスポラのうち、おもにスペイン・ポルトガルまたはイタリア・トルコなどの南欧諸国に15世紀前後に定住した人々、およびその子孫。言語はラディーノ語（ユダヤスペイン語）。
- ナチズムによる定義
  - ユダヤ人 - 両親・祖父母のうち一人でもユダヤ教を信仰したことがある人。非アーリア人。
  - 完全ユダヤ人 - 祖父母のうち3人以上が「人種上の全ユダヤ人」である人。信仰によらない。
  - 非ユダヤ教徒ユダヤ人 - ユダヤ人と婚姻していた人。
- 古代ユダヤ人の生物学的子孫はパレスチナに住むユダヤ教徒やキリスト教徒やイスラム教徒である。

## 民族性
歴史上、ヨーロッパのキリスト教社会で多くの中傷や迫害を受けたが、現在でもユダヤ人は民族（コミュニティ・ユダヤ教徒）として存続している。
ユダヤ教徒は教義上イエス・キリストをメシアと認めなかった（メシアニック・ジュダイズムは異端視された）。また、イエスに従った使徒もユダヤ人であったにもかかわらず、キリストはユダヤ人によって十字架にかけられたという俗説が古代から中世にかけて流布し、それまで「神に選ばれた選民」だったユダヤ人は一転して「神（イエス）を殺した賎民」と差別されるようになった。こうした宗教的な理由や、ユダヤ人はキリスト教社会で疎まれていた金貸しが多かったという経済的理由が歴史的な反ユダヤ感情の要因としてしばしば挙げられる。
18世紀ごろから宗教的迫害が薄れていったことで、ユダヤ人は自由な信仰、活動が可能になり、さまざまな商工業分野でユダヤ人が活躍するようになった。近現代には企業の創業者や科学者を多数輩出している。
ユダヤ人はタルムードに従って行動すると思われているが、それはラビ的ユダヤ教徒の場合に限られる。ただし、一般的なユダヤ人の宗教はラビ的ユダヤ教である。ユダヤ人は何よりも学問を重視すると言われる。紀元70年にローマ軍によりイスラエルが一度滅びたときもラビ・ヨハナンが10人が入れる学校を残すことを交渉し、ローマ皇帝ティトゥスがこれを許したため、ユダヤ人は絶滅を免れた。今ではもっとも知的な民族集団のひとつと考えられており、民族別知能指数では世界でもっとも高く、一例としてノーベル賞の22％、フィールズ賞の30％、チェスの世界チャンピオンの54％がユダヤ人であるとも言われる。カール・マルクス、ジークムント・フロイト、クロード・レヴィ＝ストロースなど、近現代の哲学・思想方面のキーパーソンを輩出しているほか、音楽業界にもユダヤ人が多いことが知られている。
ただしこういった民族主義的差別（贔屓）とも捉えられやすい統計論は、大衆に誤った認識を与えることもある。すなわち、前述したようにユダヤ人とは他の「〜人」と呼ばれるような血縁集団とは異なり、あくまでも文化的集団として大枠で定義されているため、上記の統計結果から「ユダヤ人の血が流れている者は優秀な者が多い」といった結論に至るのは誤りであり、正確には「長きにわたって迫害されながらもあらゆる地域で継承されてきた歴史を持つユダヤ教の教育方法は、他言語・他文化への適応術やリスク管理能力養成などの面で優れているのではないか」といった程度の帰結にとどまる。
ドイツを中心とした地域に住みつき、中欧・東欧へ拡散したユダヤ人は、アシュケナージ（アシュケナジム）と呼ばれ、ドイツ語の方言であるイディッシュ語を話していた。近代のドイツ語圏では彼らはある程度ドイツ文化に同化してドイツ語を使用するようになった。
中世前期のヨーロッパでは、ユダヤ人は農業、商業、職人などさまざまな職業に従事することができた。カロリング朝ではユダヤ人は聖書の民として保護され、11世紀頃までは国際的な交易の担い手でもあった。イタリア商人に東方貿易のお株を奪われると、ユダヤ人は消費貸借専門の貸金業に活路を見出した。中世後半期には、土地所有の禁止、ギルドからの締め出し、公職追放等により次第にユダヤ人の活動は制限されるようになり、農業や手工業に従事することが困難になったユダヤ人は、質屋、両替商、黄金の管理人、古物商、行商や市場での無店舗販売、芸能などで生計を立てていた。
また、世界的に散らばり独自の情報ネットワークを持っていた。アルトゥル・ショーペンハウアーは「フランクフルトでユダヤ人の足を踏んだらモスクワからサンフランシスコまで情報が行き渡る」と指摘していた。こうしたことから、現在でもユダヤ人にはメディア関係が多いとされる。
またロスチャイルド家は銀行業で成功したユダヤ系財閥として知られる。19世紀末のアメリカ合衆国のユダヤ系移民もまた、金融やメディア、流通業などの間隙的な業種以外の業界への参入が難しかった。ハリウッドの映画産業にはユダヤ人が創業したものが多い。
スファラディ（セファルディム）系ユダヤ人は、オスマン帝国圏やスペイン・フランス・オランダ・イギリスなどに多く、かつてはラディーノ語を話していた。キリスト教に改宗した人々はマラーノと呼ばれた。
アシュケナージや、スファラディといったヨーロッパに移り住んだユダヤ人に対して、中東地域、アジア地域に移り住んだユダヤ人はミズラヒム（ミズラヒ）と呼ばれていた。
ほかにもイラン、インド（おもに3集団）・中央アジア・グルジア・イエメン・モロッコなどを含んだ大きな観念であるミズラヒム、カライ派・カライム人、中国、ジンバブエなどのユダヤ人のほか、インド（ミゾ族）・ウガンダ（アバユダヤ）・アメリカ黒人（ブラック・ジュー）などの新たな改宗者、イスラエル建国はメシア到来まで待つべきだとするサトマール派・ネトゥレイ・カルタ、キリスト教関連のメシアニック・ジュダイズム、ネオ・ジュダイズムなど多くの分派もある。エチオピア・ベルベルのユダヤ人は孤立して発展し、タルムードを持たない。
現在世界に散らばるユダヤ人は、すべてがユダヤ教徒というわけではないが、ユダヤ人にとってユダヤ教は切り離せない宗教である。写真はユダヤ人の言語（ヘブライ語）から各国語に翻訳された聖書の一部である。

## ユダヤ民族の区分や宗教的集団
世界に散らばったため、世界のユダヤ教徒のコミュニティーや宗教的集団には以下のように複数がある。
イスラエルに住むユダヤ人は、アシュケナジムと呼ばれる欧米系のユダヤ人と、それ以外のアジア･アフリカ系のユダヤ人を意味するセファルディムに大別される。

### イシューブ
イシューブとは、1948年5月14日イスラエル建国以前からパレスチナ地域に住んでいたユダヤ教徒

### アシュケナジム
アシュケナジム-ユダヤ系のディアスポラのうちドイツ語圏や東欧諸国などに定住した人々。中欧・東欧出身のユダヤ人であり、シオニズム運動の推進役を務めた。一般に教育・文化水準が高く、イスラエルでも指導的役割をになっているエリート層が多い。
- アイルランドのユダヤ人（英語版）（ツァルファーティー・セファルディムとアシュケナジム）

- ロマニオット（「ローマ人」、ユダヤ系ギリシャ人）

イタリアのユダヤ教徒
北部にはアシュケナジムが多い
ツァルファーティー
フランス系ユダヤ教徒で、消滅した世代と残留者、新しい世代（諸地域・諸国からの移民）

### セファルディム
セファルディム-イスラエルにおける「アシュケナジム以外のユダヤ人」を広く指す言葉。このうち中東・アフリカ系だけは「ミズラヒム」と 別にする場合もある。本来は、中世にイベリア半島（スペイン、ポルトガル）に住んでおり、イベリア半島からの追放後にアジア・アフリカ地域に移住したユダヤ人の子孫を指す言葉。
インドと周辺のユダヤ人
- コーチン・ユダヤ人
- クナナヤ（英語版）（キリスト教徒）
- ベネ・イスラエル
- ボンベイ・ユダヤ人（英語版）
- バグダーディ・ユダヤ人（英語版）（イラク系）
- マニプール・ユダヤ人（集団改宗者）

中国のユダヤ人
- 開封市のユダヤ教徒

ハザールのユダヤ人
- クリミア・カライム人（カライ派）
- クリムチャク人

#### ミズラヒム
（英語版の記事「Jews by country List of Jews from the Arab World」も参照）
ミズラヒムとは、セファルディムの中でもアラブ世界などイスラム教が多数派の社会に住んでいたユダヤ人の総称。
（エジプト、メソポタミア、モロッコ、トルコ、ペルシアなどのコミュニティーに関しては英語版の記事「Islam and Judaism」も参照）
- 北アフリカのユダヤ人（マグレビーム（英語版））
  - モロッコのユダヤ人
  - アルジェリアのユダヤ人
フランス植民地統治下のアルジェリアでは、原住民のイスラム教徒が参政権を持たない下級市民とされたのに対し、ユダヤ教徒（セファルディム、ミズラヒム）に対してはフランスの完全市民権が付与された。このため、ユダヤ教徒はフランス本国からの入植者（コロン） と同化し、フランス語を母語とするようになり、自らをヨーロッパ人と考えるようになった。
このため、アルジェリアの独立時には多くのユダヤ教徒がフランス人としてコロンとともにフランス本国に引き揚げコロンとひとまとめに「ピエ・ノワール」と呼ばれるようになった。ただし、独立以前にもフランス内地へ移住するユダヤ教徒がいなかったわけではない。これらの人々の中からはフランスで著名な歌手・俳優なども多く輩出されている（クロード・ルルーシュ、エンリコ・マシアス（セファルディム）など）。
  - チュニジア・ユダヤ人（英語版）
- ペルシア・ユダヤ人（Persian Jews）
- イエメン・ユダヤ人
- ベタ・イスラエル（ファラシャ）（エチオピアのユダヤ人）
- 山岳ユダヤ人（タート・ユダヤ人。ダゲスタン、アゼルバイジャン、アルメニアのタート人社会の内部）
- グルジーム
- ブハラ・ユダヤ人（タジキスタンから中央アジア全土）

#### ブラック・ジュー
アバユダヤ
レンバ族（ジンバブエ）

### その他
サマリア人-旧イスラエル王国領の残留イスラエル人と、移民との間に生まれた人々
ユダヤ＝キリスト教徒
- メシアニックのユダヤ教徒-ユダヤ教の一派を自認するが、旧約聖書（ヘブライ語聖書、タナハ）の預言の成就であるとして新約聖書を受け入れることから、大方のユダヤ教の立場からは異端視されている。

## 歴史

### 古代
旧約聖書によると、アダムから始まる。アダムの子にセツとカインが居りセツに信仰が引き継がれた。大洪水によりノアの子孫だけが生き残る。ノアの子セムとハムとヤフェテが居り、セムに信仰が引き継がれた。セムからエベルに信仰が引き継がれた。エベルの時代にニムロドがバベルの塔を建設。エベルは信仰を守っていたので言語を混乱させられなかったためヘブライ語を引き継ぐ。エベルの子孫にアブラハムが居る。アブラハムが、現在のイラク南部とされる「カルデア（メソポタミア）のウル」から部族を引き連れて「カナンの地」（現在のイスラエル、パレスチナ付近）に移住したとされる。
ヘブライ人と呼ばれる彼らは、この付近で生活を続けた（ヘブライの原義はアブラハムの先祖エベルから)。
紀元前17世紀ごろ、ヘブライ人は飢饉のためカナンの地から古代エジプトに集団移住した。その後預言通り古代エジプトの地で奴隷とされた。

その後、エジプト第19王朝の時代に、再び大きな気候変動が起こり、エジプトのヘブライ人指導者モーセが中心となり、約60万人の人々がエジプトからシナイ半島に脱出を果たす（出エジプト）。彼らは神から与えられた「約束の地」と信じられたカナンの地（パレスチナ）にたどり着き、この地の先住民であったカナン人やペリシテ人を、長年にわたる拮抗の末に駆逐または同化させて、カナンの地に定着した。このころからイスラエル人を自称するようになり、ヘブライ語もこの頃にカナン人の言葉を取り入れて成立したと考えられる。紀元前1207年の出来事を記したエジプトのイスラエル石碑に：
| i | i | z · Z1s · Z1s · r | i | A | r · Z1 | T14 | A1 · B1 · Z2s |

 （ヒエログリフ:𓇋-𓇋-𓊃:𓏤*𓏤:𓂋-𓇋-𓄿-𓂋:𓏤-𓌙-𓀀*𓁐:𓏥 - YSRYR - イスラエル）と記されているのがイスラエルという部族についての最古の文献である。
紀元前10世紀ごろ、古代イスラエル人はヤハウェ信仰（ユダヤ教の原型）を国教とする古代イスラエル王国をカナン（パレスチナ）に建国した。ユダヤ人は、紀元前1000年ごろと推定されるダビデ王の時代には、推定500万の人口を持っていたとされる。ちなみに、ある統計によれば同時代の世界人口は約5,000万人、縄文時代だった日本列島の人口は推定で10数万である。ソロモン王の死後、紀元前930年ごろ、北のイスラエル王国と南のユダ王国に分裂した（「ユダヤ」とは元来、ユダ王国のあったパレスチナ南部を指す）。北のイスラエル王国は紀元前721年にアッシリアによって滅ぼされ、多くの人民が捕虜としてアッシリアに囚われるか離散した（アッシリア捕囚、失われた十支族）。南のユダ王国は、紀元前609年にメギドの戦いでエジプトに敗北し、エジプトの支配下に入ったが、紀元前606年にカルケミシュの戦いでエジプトが新バビロニアに敗れた。紀元前587年に新バビロニアの侵攻に遭い（エルサレム包囲戦 (紀元前587年)）、翌年にはユダ王国が滅亡してエフドと呼ばれる属州が置かれ、多くの人民が捕虜としてバビロンに囚われた（バビロン捕囚）。彼らはユダ王国の遺民という意味でユダヤ人と呼ばれるようになった。
紀元前539年のオピスの戦いで、アケメネス朝ペルシアによって新バビロニア王国が滅亡すると、捕囚のユダヤ人はキュロス2世によって解放されてエルサレムに帰還し、ペルシア帝国の支配下で統一イスラエルの領域で自治国エフド・メディナタとして復興された。一方でバビロンに留まった捕囚民のコミュニティはペルシャの直接統治の元で繁栄し、重要な地位に昇るものもいたとされる。
ユダヤ教の教義も、このころにほぼ確立された。アケメネス朝の滅亡後、古代マケドニア王国、セレウコス朝シリアなどに宗主国が引き継がれ、最終的にはローマ帝国領のユダヤ属州とされる。このころにはヘブライ語はすでに古典語となり、日常語としては系統の近いアラム語にほぼ取って代わり、のちに国際語としてギリシア語も浸透した。
また、ヘレニズム諸国の各地に商人などとして移住したユダヤ人移民（ディアスポラ）の活動も、このころに始まる。ローマ支配下の紀元20年代ごろ、ユダヤ属州北部ナザレの民から出たイエス・キリスト（ナザレのイエス）が活動したと伝えられる。
紀元66年からローマ帝国に対し反乱を起こすが（ユダヤ戦争）、鎮圧されてユダヤ人による自治は完全に廃止され、厳しい民族的弾圧を受けた。132年、バル・コクバの乱が起こったが鎮圧され、ユダヤ人の自称である「イスラエル」という名や、ユダヤ属州という地名も廃され、かつて古代イスラエル人の敵であったペリシテ人に由来するパレスチナという地名があえて復活された。以来ユダヤ人は2000年近く統一した民族集団を持たず、多くの人民がヨーロッパを中心に世界各国へ移住して離散した（ユダヤ人離散）。
以降、ユダヤ教徒として宗教的結束を保ちつつ、各地への定着が進む。その後もパレスチナの地に残ったユダヤ人の子孫は、多くは民族としての独自性を失い、のちにはアラブ人の支配下でイスラム教徒として同化し、いわゆる現在のパレスチナ人になったと考えられる。

### 古代末期から中世

1100年から1600年にかけてのヨーロッパにおけるユダヤ人の追放による民族移動を示す地図

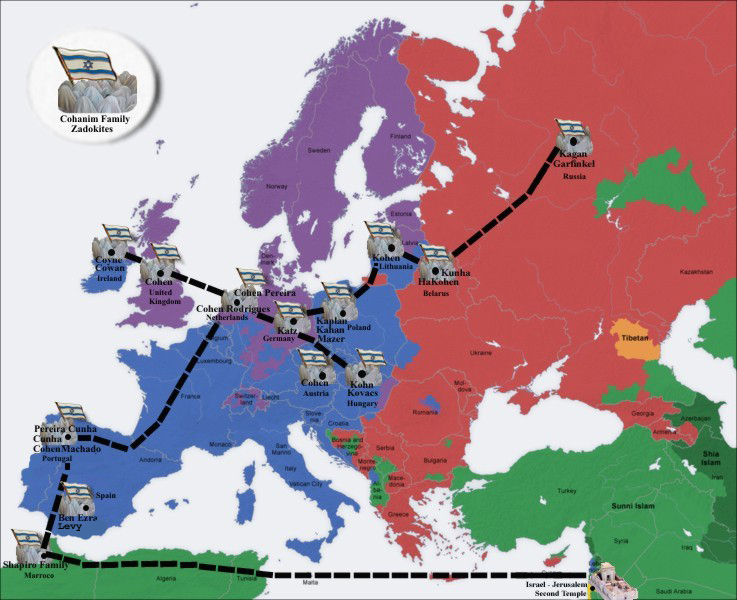
Joseph Felsensteinのソフトウェアによる解析結果に基づく、J2 DNA Kohanimの3000年間の民族移動を示す地図

7世紀 - 10世紀に、カスピ海北部にハザール王国が出現し、ユダヤ教を国教としたが、その後相次いだロシア、ルースィ、ブルガール、オグズとの戦争により王国は滅んでいる。残党のハザール人も、結局はイスラム教に改宗したが、ユダヤ教カライ派の信仰を保っているハザール人の集落が東ヨーロッパにわずかに現存している。
ディアスポラ後の民族移動時代（2世紀 - 7世紀）、ほとんどのユダヤ人は依然として地中海沿岸に住んでいた。697年にウマイヤ朝がサーサーン朝ペルシアとの抗争で疲弊していた東ローマ帝国のカルタゴおよび北アフリカを征服し、711年のグアダレーテ河畔の戦いで西ゴート王国を滅ぼしイベリア半島に進出した。ジュデズモ語を話すセファルディムもイベリア半島に定住し、8世紀から9世紀には北フランスにも定住し、その後ヨーロッパ各地に散ったが、ユダヤ人はユダヤ教の信仰を堅持した。
レコンキスタ・十字軍時代に、ヨーロッパのキリスト教社会では、「キリスト殺し」の罪を背負うとされていたユダヤ人はムスリムとともに常に迫害された。封建制度に内属していなかった彼らはヨーロッパの多くの国で土地所有を禁じられて農業の道を断たれ、商工業ギルドに加入することができなかったため、職工の道も閉ざされ、店舗を構える商売や国際商取引も制限されていた。
しばしば追放処分を受け、住居も安定しないユダヤ人がつける仕事は事実上消費者金融や無店舗の行商、芸能以外には存在しなかった。1066年、イスラム支配下のアンダルスでグラナダ虐殺 (1066年)が起こり、多数のベルベル・ユダヤ人が犠牲となった。イギリスのユダヤ人はこのころに主にフランスからイングランドに渡った一群が最初とされる（ユダヤ人は王の所有物として農奴や金融を生業として13世紀末までその数を増やしていったが、十字軍精神の高まりにより追放され、一部を除きいったん姿を消し、17世紀半ばに再びフランス、スペイン、ポルトガルから流入し繁栄した）。
11世紀末頃にはすでにユダヤ人は「高利貸し」の代名詞になっていた。被差別民でありながら裕福になったユダヤ人は妬まれ、ユダヤ人迫害はますます強まっていった。
セルジューク朝が西方に領土を拡大し、東ローマ帝国領のアナトリア半島を占領すると、アレクシオス1世コムネノスはローマ教皇ウルバヌス2世に救援を求めた。1095年11月にクレルモン公会議が開催され、翌年に民衆十字軍と第1回十字軍が開始され、エルサレム王国が設立された。これ以後、約200年にわたって、十字軍は7回の遠征を行った。
1150年ごろ、フランクフルトにユダヤ人が居住した記録が残っている。13世紀になってキリスト教徒とユダヤ教徒との交際が禁止されるなど、ユダヤ人は迫害を受けるようになり、社会不安が高まるごとにユダヤ人は迫害の対象とされていき、職の追放なども行われた。神聖ローマ帝国のユダヤ人は、神聖ローマ帝国一般臣民とは区別される存在で、「王庫の従属民」と呼ばれる法的地位を与えられて皇帝の保護を受け、皇帝にユダヤ人税（ユーデンシュトイアー）の納税義務を負っていた。のちのオスマン帝国においてもジズヤ（人頭税）の納税義務を負っていたが、ほぼ同じ制度である。
東方植民時代（12世紀 - 14世紀）にはモンゴルのポーランド侵攻で人口が減少したポーランド王国へ進出し、イディッシュ語を話すアシュケナジムが定住を始めた。1264年のカリシュの法令によって権利および安全をポーランド国王およびシュラフタ（ポーランドの貴族共和政を担った階級）の庇護のもとに保障され、1290年にエドワード1世による追放布告でイングランドを追放されると、ユダヤ人はポーランドに集まり生活し、ユダヤ人社会「シュテットル」を形成した。
14世紀のペスト大流行（en）のころから弾圧として、ヨーロッパ中で隔離政策が取られるようになっていき、市街地中心から離れた場所に設けられたゲットーと呼ばれる居住区に強制隔離されることが一般化した。
1462年にフランクフルトのユダヤ人はフランクフルト・ゲットーに居住するようになった。1467年、ポーランド王国とドイツ騎士団の間で司祭戦争が勃発し、1479年にピョートルクフの講和（英語: Treaty of Piotrków）が結ばれると、カジミェシュ4世の治めるピョートルクフに神聖ローマ帝国を追放されたドイツ人とユダヤ人が移住した。1488年、イタリアのソンチーノに逃れたユダヤ人によって "Casa degli Stampatori"（it:Soncino#Musei）でヘブライ語聖書（タナハ、旧約聖書）が印刷され、印刷技術が世界中に広がるきっかけとなった。16世紀にはヴィリニュスにも居住するようになった。
1492年にイベリア半島でレコンキスタが完了し、フェリペ2世の治世に異端審問制度によるスペイン異端審問が始まると、モリスコ追放によってセファルディムの多くが北アフリカに追放され、ポルトガルに逃れたユダヤ人もカトリックへの改宗を迫られ、新キリスト教徒と呼ばれるユダヤ人が誕生した。
セファルディムのフェルナン・デ・ロローニャ（葡: Fernão de Loronha）は、赤い染料「ブラジリン」を抽出できるパウ・ブラジルの専売権を得て、ブラジルの植民地開拓期に活躍した。

### 初期近代
1600年にイギリスの作家ウィリアム・シェイクスピアが発表した戯曲『ヴェニスの商人』では、主人公の友人を借金の形としたユダヤ人高利貸という設定のシャイロックという人物が登場した。
1648年にウクライナで起こったフメリニツキーの乱では、ザポロージャ・コサックによるポグロムによって多くの犠牲者を出した。1657年にユダヤ人の追放をオリバー・クロムウェルが解除し、ユダヤ人がイングランドへ367年ぶりに帰還した。

### 近代

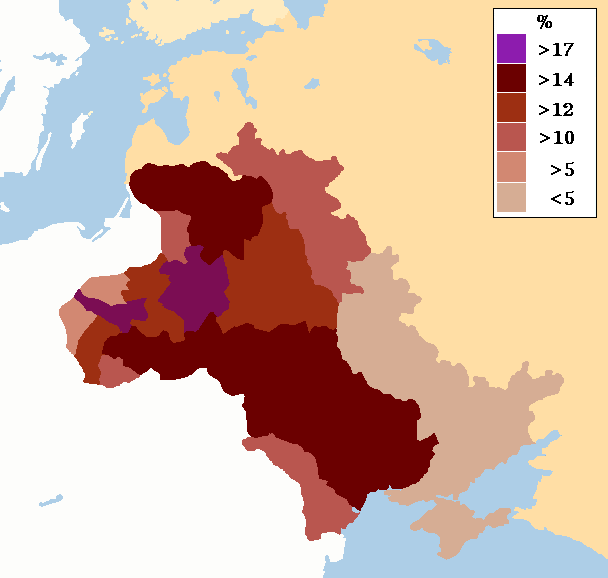
ユダヤ教徒居住区およびロシア帝国領ポーランド内のユダヤ人分布図（数値は百分率（%）、1905年）

啓蒙時代（17世紀 - 18世紀）になると、スピノザらによる宗教を超えた汎神論論争をレッシングが肯定すると、メンデルスゾーン（『賢者ナータン』のモデルとして知られる）もこれを擁護してハスカーラーと呼ばれる啓蒙運動がユダヤ人の間で開始された。ハスカーラーに抵抗のあった人たちの中から1740年ごろ、ガリツィアでバアル・シェム・トーブがハシディズムを開始した。1786年、ロシアがユダヤ教徒居住区（露: Черта́ осе́длости、イディッシュ語: דער תּחום-המושבֿ）を設置。1795年にポーランド分割（1772年・1793年・1795年）が実施され、ポーランド・リトアニア共和国が消滅して東部（旧リトアニア公国領）がロシアに併合された。ポーランドが消滅してその庇護を失ったユダヤ人は、ハプスブルク家へ庇護を求めたが、ウクライナ人・ベラルーシ人から裏切り行為と受け取られた。1806年7月、神聖ローマ帝国が解体され、1811年にカール・テオドール・フォン・ダールベルクがフランス民法典をもとにフランクフルトのユダヤ人に市民権を認めた。
しかし、ナポレオンが敗退すると、1814年にはユダヤ人の市民権と選挙権が再び剥奪された。1819年、ドイツのヴュルツブルクでポグロムが発生し、瞬く間にドイツ文化圏全域でヘプヘプ・ポグロムが起こった。1821年にはウクライナでオデッサ・ポグロムが起こった。
1848年、ハンガリー革命に参加したハンガリー系ユダヤ人が弾圧された。これをきっかけにアルブレヒト・フォン・エスターライヒ＝テシェンによってハンガリーも1851年から1860年にかけてドイツ化が進行した。1864年、フランクフルトのユダヤ人に再び市民権が認められ、1871年にドイツ帝国が建国された際、ユダヤ人は正式にドイツ国民としての権利を与えられた。
19世紀後半になると、主に旧リトアニア公国の領域（ベラルーシ・ウクライナ・モルドヴァ）で、ウクライナ人・ベラルーシ人農民、コサックなどの一揆の際にユダヤ人が襲撃の巻き添えとなった。1881年にアレクサンドル2世が暗殺されると、帝政ロシア政府は社会的な不満の解決をユダヤ人排斥主義に誘導したため反ユダヤ運動が助長されることになり、ロシアで反ユダヤ主義のポグロム（1881年 - 1884年）が起こった。ユダヤ人はオーストリア＝ハンガリー帝国領ブロディへ大量に脱出したため町が混乱すると、1882年に五月法が発布され、ユダヤ人への締めつけが実施された。
1890年、エリエゼル・ベン・イェフダーがパレスチナに「ヘブライ語委員会」（「ヘブライ語アカデミー」の前身）を設立。1894年にフランスでドレフュス事件が起こり、同年には「イディッシズム」を代表する作家、ショーレム・アレイヘムによる『牛乳屋テヴィエ』（『屋根の上のバイオリン弾き』の項を参照）が発表された。1896年、テオドール・ヘルツルが「ユダヤ人国家」を発表。
1900年には黒百人組が結成され、1903年から1906年にかけてロシアで度重なるユダヤ人襲撃が起こった（キシナウ・ポグロム）。各国でポグロムやユダヤ人襲撃が行われたことが引き金となり、古代に祖先が暮らしていたイスラエルの地に帰還してユダヤ人国家を作ろうとするナータン・ビルンバウムによるシオニズム運動が起きた。「ユダヤ人」は世界に離散後もそのほとんどがユダヤ教徒であり（キリスト教やイスラムに改宗した途端、現地の「民族」に「同化」してしまう）、ユダヤ教の宗教的聖地のひとつであるイスラエルの地に帰還することもその理由のひとつである。

#### 第一次世界大戦
1914年11月にイギリスがオスマン帝国に宣戦布告すると、ユダヤ人シオニストの閣僚・ハーバート・サミュエルが「The Future of Palestine」を閣僚に回覧した。当時、パレスチナはVilayet of Damascus南西部にあったが、1915年10月24日のフサイン＝マクマホン協定のこの部分に関する解釈がのちに大論争となった。
第一次世界大戦が始まると大量のコルダイトが必要になったが、その原料のアセトン供給を握っていたのはロシア帝国の化学者でシオニストのハイム・ヴァイツマンであった。このことでイギリス政府閣僚との知己を得たヴァイツマンはアーサー・バルフォアにバルフォア宣言を働きかけた。
1916年5月16日にはサイクス・ピコ協定が締結された。同年6月にはアラブ反乱が起こされ（1916年6月 - 1918年10月）、1917年には熱心なシオニストの第2代ロスチャイルド男爵ウォルター・ロスチャイルドがイギリス政府からバルフォア宣言を取りつけ、イギリス政府はシオニズム支持を表明することになった。この条約はトルコとのセーヴル条約やイギリス委任統治領パレスチナ（1920年 - 1948年）につながっていったのである。
1919年にはファイサル・ワイツマン合意が調印され、パレスチナへのユダヤ人入植を促進させることで合意している。国際連盟の決議で設置されたイギリス委任統治領パレスチナで公用語のひとつはヘブライ語になり、ハーバート・サミュエルは初代高等弁務官となった。
イスラエル建国以前の中東では、イスラム教徒とユダヤ教徒は共存してはいたが、しばしば大規模な反ユダヤ暴動が起きた。1920年7月の暴動（ユダヤ人216人死傷）、1921年の暴動があった。
1922年、イギリス委任統治領パレスチナが成立。1925年、1926年の暴動、1929年には嘆きの壁事件がきっかけとなって8月23日にはヘブロン虐殺（ユダヤ人133人死亡、339人負傷、アラブ人439人死傷）があった。
1928年、ヨシフ・スターリンの社会主義民族政策により、アムール川沿岸の中ソ国境地帯に「ユダヤ民族区」が設置され、西ウクライナから西ベラルーシにまたがる「ルテニア」と呼ばれた地域、すなわちカルパティア・ルテニア（カルパト・ウクライナ）・ガリツィア（ガリツィア・ロドメリア王国）・モルダヴィア・ベッサラビアなどのシュテットルから多数のユダヤ人が移住した。これは社会主義的な枠組みの中でユダヤ人の文化的自治をめざすもので、イディッシュ語の学校や新聞が作られた。同時期の戦間期には、ガリツィアなどからの難民がウィーンへも押し寄せ、イディッシュ語のコミュニティーを形成したことが知られている。

#### 第二次世界大戦
1933年に国民社会主義ドイツ労働者党が政権を握ると、ドイツにおいてユダヤ人迫害政策は公的なものとなり、さまざまな扱いで圧迫されるようになった。1936年から1939年のパレスチナのアラブ反乱では、エルサレムでの暴動があった。
なお1936年の時点でエルサレムの人口は12万5,000人、うちユダヤ人が7万5,000人を占めていた。1938年11月9日、ドイツ全土で『帝国水晶の夜』（ドイツ語: Reichskristallnacht）事件が発生し、その後ユダヤ人に対する迫害政策がさらに進展した。1939年、第二次世界大戦が勃発し、ナチスは占領地域におけるユダヤ人の隔離を開始した。ソ連はユダヤ人難民のユダヤ自治区への流入を禁止した。 1940年8月31日、杉原千畝がリトアニアのカウナスを脱出。杉原千畝は、7月からドイツ占領下のポーランドを脱出してきたユダヤ難民に「命のビザ」を発給したことで知られているが、1947年に責任をとらされ、依願退職した。
1941年、ソ連はヴォルガ・ドイツ人自治ソヴィエト社会主義共和国を廃止し、ヴォルガ・ドイツ人をシベリアやカザフスタンへ追放し、カザフスタンのドイツ人と呼ばれた。1941年7月10日、イェドヴァブネ事件。1941年9月6日、リトアニアのヴィリニュスにヴィリニュス・ゲットーが設置された。ナチスは当初隔離したユダヤ人をマダガスカル島などに追放する計画（マダガスカル計画）を立てていたが、その後絶滅収容所への収容・絶滅計画に方針を切り替えた。これらはホロコーストと呼ばれる。

#### イスラエルの建国とパレスチナ問題
ホロコーストの実態が西側諸国に伝わると、パレスチナの地にユダヤ人国家を建設するというシオニズムがさかんになり、1945年にアメリカでユダヤ人抵抗運動が組織された。
しかしこの運動はパレスチナに住んでいたアラブ人およびそれを同胞と見るアラブ諸国との軋轢を生み出した。1946年にはシオニズムを奉じるユダヤ系組織によるキング・デイヴィッド・ホテル爆破事件やイフード運動の指導者ファウズィー・ダルウィーシュ・フサイニー（Fawzi Darwish al-Husseini）暗殺が起こった。1947年11月29日、国際連合でアメリカとソ連などの支持を受けて『パレスチナ分割決議（国連総会決議181号）』が採択されると、11月30日からパレスチナ内戦が始まり、1948年4月にはエツェルによるデイル・ヤシーン事件などが起こったが、同年5月14日のイスラエル建国のイスラエル独立宣言が行われると、翌日の5月15日の第一次中東戦争につながっていった。全パレスチナ政府がガザに設置され、アミーン・フサイニーが大統領となると、第一次中東戦争における殺害と虐殺が多発した。1949年7月の休戦協定によってパレスチナ地域のうち、大部分をイスラエルが獲得。エジプトはガザ地区を獲得し、ヨルダン（1949年6月にトランスヨルダンから名称変更した）は東エルサレムおよびヨルダン川西岸地区を獲得した。
一方、寸土も獲得できなかった全パレスチナ政府が4か月で崩壊すると、1951年にアミーン・フサイニーは、親イスラエルとみなしたヨルダンのアブドゥッラー1世を暗殺した。
1952年にエジプト革命が起こり、1953年にエジプト共和国が成立すると、第2代大統領ガマール・アブドゥル＝ナーセルはアスワン・ハイ・ダム建設の協力をアメリカに求めた。しかし、1956年になってアメリカ合衆国国務長官のジョン・フォスター・ダレスがエジプトへの協力に反対した。
そのためナーセルは東西冷戦を利用してソ連側に接近し、さらに汎アラブ主義を掲げ、スエズ運河国有化（英: Nationalisation of the Suez Canal）を断行した。当時フランスは、アルジェリア戦争（1954年 - 1962年）でアルジェリア民族解放戦線をエジプト共和国が支援していると考えたため、英仏は第一次中東戦争でエジプトと敵対したイスラエルを支援する形で第二次中東戦争が勃発した。
アメリカ合衆国のアイゼンハワー大統領は、アラブ冷戦下にソ連が介入する事態を懸念し、平和のための結集決議で即時停戦を求める総会決議997を採択した。1957年3月16日にイスラエルは撤退し、エジプトはスエズ運河の国有化に成功した。ダレスの戦略は完全に裏目に出て、中東でのソ連の影響力は一気に高まり、第三次中東戦争につながった。
米国がベトナム戦争でアラブ冷戦に手が回らなくなると、ソ連のKGBはイスラエルのモサッドの諜報活動を逆手にとった。ゴラン高原におけるユダヤ人入植地の建設をめぐる紛争で、ソ連はエジプトとシリアを情報操作で開戦準備に誘導し、モサッドの入手する情報から先制攻撃を恐れたイスラエルは1967年に逆に先制攻撃を行い、第三次中東戦争を開始した。
第三次中東戦争は、イスラエル領土の拡張運動「大イスラエル構想」（1967年 - 1976年）が活発になった時期であることから、パレスチナ人およびアラブ人とユダヤ人入植者との対立がその政策の結果として建国以降一貫して引き起こされてきたと拡大解釈する立場もあらわれた。
1964年にアラブ連盟によりパレスチナ解放機構（PLO）が結成されていたが、1969年2月に第三次中東戦争で活躍したファタハのヤーセル・アラファートが議長に就任すると、PLOが事実上のパレスチナ亡命政府と看做されるようになった。1970年にガマール・アブドゥン＝ナーセルが急死すると、アンワル・アッ＝サーダートがエジプト大統領に就任した。サーダートは、ナーセルのイスラエル強硬路線を踏襲し、アラブ同士の結束を固めるために1971年9月にシリアとリビアとのアラブ共和国連邦を結成した。1972年4月には、1970年のブラック・セプテンバー事件でPLOを追放していたヨルダンは国交を断絶された。一連の主導権争いにイスラエルが巻き込まれる形で、1973年10月の第四次中東戦争が勃発した。石油輸出国機構（OPEC）は、イスラエル援助国に対して石油戦略を発動し、世界でオイルショックを引き起こした。
和平締結を模索する中で、サーダートはナーセルの反イスラエル反米路線からの転換を図った。1977年6月にサーダートがイスラエルへメナヘム・ベギン首相を公式訪問し、1978年9月のキャンプ・デービッド合意はサーダートが単独で締結した。しかし、1981年10月にサーダートはエジプトのジハード団によって暗殺された。
1987年に第1次インティファーダが始まり、1993年にはイスラエルとPLOのオスロ合意によりパレスチナ自治政府が設立され、イスラエルはヨルダン川西岸地区とガザをPLOに引き渡した。

## 年表
- 313年 - ミラノ勅令（ローマ帝国で、これまで弾圧を受けていたキリスト教が公認される）
- 392年 - ローマ帝国がキリスト教以外の宗教を禁止。
- 529年 - ユスティニアヌス1世、アテネの哲学院（ギリシア哲学）を閉鎖。
- 622年 - イスラム教が成立。
- 6世紀 - 8世紀ごろ - 東ローマとササン朝が全面戦争。ユダヤ人の一部が大挙してアラビアに移住。新都市の建設に協力するが、イスラム教への改宗は拒絶した。そのため、短期間のあいだ迫害を受ける。
- 7世紀以降 - イスラム教徒がイベリア半島に進出するに伴い、メソポタミア地方、シリア、小アジア、エジプト、そしてマグリブのユダヤ教徒がイベリア半島に移住（セファルディム、ラディーノ語を参照）。
- 10世紀 - アシュケナジムがライン地方に定着（詳細はアシュケナジム、イディッシュ語、中欧のユダヤ教徒の歴史を参照）。
- 11世紀
  - 十字軍、イスラム帝国分裂の結果、中東のユダヤ教徒が弾圧され、多くがヴェネツィアに移住。
  - カトリック教会がユダヤ教徒をほとんどの職業から追放 - ユダヤ人は中世のヨーロッパ大陸でさまざまな商工農業に従事し、東方貿易の担い手でもあったが、教会法と世俗法による職業制限の結果、商業、特に貸金業などの金融業に従事する割合が増大した。教会法はキリスト教徒の利子つき貸借を禁じていたが、ユダヤ教は異教徒から利子を受け取ることを許しているためである（ただし、キリスト教会によって名目上あらゆる利子取得は非難されていたにもかかわらず、実際には聖職者や修道院さえも金銭貸借を行っていた）。
- 11 - 12世紀、イタリア商人が地中海貿易の覇権を握るとユダヤ人は遠隔地貿易から締め出され、貸金業に活路を見出した。13世紀頃から北イタリアを中心としてキリスト教徒の商人が大々的に金融業を営むようになると、金貸しはユダヤ人の独占市場ではなくなり、ユダヤ人は質屋などの消費者金融専門となった。こうした経済的社会状況を背景とした反ユダヤ感情が11世紀末ごろから芽生える。
  - ポーランド王国によるユダヤ人移民の受け入れが本格化する。
- 1246年 - ミンダウガス、リトアニア大公として即位。
- 1264年 - 「カリシュの法令」が発布され、これ以降ポーランドではユダヤ人の権利と安全が制度的に保障される。
- 14世紀初め - ヴワディスワフ1世によってポーランド再統一。
- 1386年 - ポーランド、非キリスト教国であったリトアニア大公国から大公ヨガイラ（ヴワディスワフ2世）を国王に迎え入れ、リトアニアと連合（ヤギェウォ朝）。
- 1453年 - オスマン帝国軍、東ローマ帝国の首都コンスタンティノポリス（現在のイスタンブール）を陥落させる。オスマン帝国では、この後、ユダヤ難民を受け入れ、ヨーロッパ世界とは異なり、基本的には非ムスリムに対する差別を禁止する、国家による平等社会が整備された。
- 15世紀 - レコンキスタの進展によりスペインのイスラム勢力がキリスト教勢力に追われ、イスラム教国に協力したとされたユダヤ教徒が弾圧される。一部はキリスト教に改宗し、1492年改宗を拒否したユダヤ人は追放され、多数が地中海周辺の都市に移住。改宗したユダヤ人は、スペインにおいては差別はなくならず、マラーノと呼ばれ蔑まれた。
- 1569年 - ルブリン合同
- 1648年 - ボフダン・フメリニツキー（ウクライナ・コサック）の反乱
- 1772年・1793年・1795年 - ポーランド分割
- 1786年 - ユダヤ教徒居住区（英語版）設置
- 18世紀末 - フランス革命：ユダヤ教徒の権利向上の動きもあり、ユダヤ教徒への弾圧が弱まっていったが、逆に新反ユダヤ主義が芽生える面もあった。
  - 1789年8月26日 - 人間と市民の権利の宣言
  - 1800年代 - ナポレオン戦争
- 1881年 - アレクサンドル3世即位。ユダヤ教徒弾圧始まる。
- 1883年 - ロシア、イディッシュ演劇の上演禁止（オーストリア＝ハンガリー帝国ではこのようなことはない）。
- 19世紀末
  - 東欧で続く弾圧から逃げるため、東欧のユダヤ教徒がパレスチナ（イスラエルの地）に移住し始める。ロスチャイルド家から移住の費用が補助されたといわれる。これが、のちのイスラエル建国へとつながる。テルアビブの都市建設などが始まる。
  - ドレフュス事件が起き、シオニズムが活発になる。フランス軍のユダヤ人大尉がスパイの冤罪を着せられた事件。
- 1908年/1909年/1914年 - イズレイル・ザングウィル、アメリカのアイデンティティに対し「メルティング・ポット」論（原型が溶かされてひとつになる）を唱える。
- 1914年 - ホレイス・カレン（ユダヤ系）、アメリカのアイデンティティに対し「サラダボウル論」（それぞれの形の色と形を留めたままで共生する社会）を唱え、文化多元主義を提案する。
- 1918年 - ポーランドが西ウクライナ人民共和国を武力で滅ぼし、東ガリツィヤ（ハルィチナー）をはじめとする一帯を領有。
- 1930年代 - 1933年のナチ党の権力掌握により、ドイツにおいて人種主義に基づく反ユダヤ政策が実行される。
- 第二次世界大戦期　- 反ユダヤ政策がドイツの占領地域に拡大し、ユダヤ人の隔離、強制収容が行われる。独ソ戦勃発以降にはヨーロッパからのユダヤ人種の根絶をはかるホロコーストが行われ、600万人とも言われるユダヤ人が犠牲になったとされる。戦中、戦後の時期においてヨーロッパを離れパレスチナなどに移住するユダヤ人が発生。
- 1948年5月14日 - パレスチナ分割決議（国連決議181号）に基づきイスラエルの独立宣言。
- 1965年 - 多文化主義が提唱される。
- 1990年代 - ソ連の崩壊によりソ連に住んでいたユダヤ人が大量にイスラエルに移住。
- 2023年〜 - イスラム武装組織ハマースへの「報復」としてガザ地区での武力行使を開始。現在はジェノサイドであるとも指摘されている。

### 反ユダヤ主義
ユダヤ人の歴史の要素の一面として、時には迫害・襲撃・追放をも含んだ反ユダヤ主義ということが言われるが、これはあくまで極一面であって、ディアスポラの地で2000年、地域によっては1000年以上の隣人として共存・共発展してきた面もあり、たとえばキリスト教では親ユダヤの宗派も存在する。
宗教弾圧を受けた面もあれば、セム的一神教・アブラハムの宗教の本流としての「啓典の民」、「聖なる民 ‘am Qodeš」としての面もある。イスラム世界においては、貢納を行えば信仰は許されたが、メルラーと呼ばれるゲットーも存在していた。
これを編み出したのはハールーン・アッ＝ラシードであった。また反ユダヤ暴動もしばしば起きていた。

## 博物館
- ユダヤ博物館がある都市…ロンドン、ベルリン、フランクフルト、ウィーン、ヴィリニュス、プラハ、ニューヨーク
- サバタイ・ツヴィ博物館…トルコのスミルナ（イズミル）に建設予定（2006年時点）

## 文化遺産
ユダヤ人関連の文化遺産として以下がある。
- イスラエル
  - 東エルサレム（イスラエル管理地域）旧市街と城壁（1981年世界遺産登録）
  - マサダ（2001年世界遺産登録）
  - アッコ旧市街（2001年世界遺産登録）
  - テルアビブの白い都市 - 近代建築運動（2003年世界遺産登録）
- スペイン
  - サンティアゴ・デ・コンポステーラ旧市街（1985年世界遺産登録）
  - コルドバ歴史地区（1984年/1994年世界遺産登録）
  - トレド旧市街（1986年世界遺産登録）
- チェコ
  - プラハ歴史地区 - 旧ユダヤ人墓地&新旧シナゴーグ（1992年世界遺産登録）
  - トシェビーチのユダヤ人地区と聖プロコピウス大聖堂（2003年世界遺産登録）
- イエメン
  - サナア旧市街（1986年世界遺産登録） - ユダヤ人の先祖セムが作ったとされ、イスラエルと関係のあったシバ王国があったとされる。
  - ザビード歴史地区（1993年世界遺産登録）
- アフガニスタン - ジャームのミナレット - ユダヤ人墓地
- ルーマニア - ブカレストの国立ユダヤ劇場
- オマーン - 乳香の交易路 (The Frankinsence Trail) （2000年）

## ユダヤ人の例
分野を問わず非常に多く、英語版のen: Lists of Jewsは分野別・国別の「一覧の一覧」となっている。

### ビジネス
- ラルフ・ローレン
- マーカス・ゴールドマン (ゴールドーマン・サックス)
- ラリー・ペイジ (Google)
- セルゲイ・ブリン (Google)
- ラリー・エリソン (Oracle)
- ヘンリー・サムエリ (Broadcom)
- アンドリュー・ジェシー (Amazon)
- ヤン・コウム (Whatsapp)
- ミカエル・デル (Dell technologies)

### 科学者
- アルベルト・アインシュタイン（物理学者）
- ロバート・オッペンハイマー（ユダヤ系アメリカ人物理学者）
- ジョン・フォン・ノイマン（ユダヤ系ハンガリー人数学者）
- エドワード・ウィッテン（M理論）
- ニールス・ボーア（物理学者）
- スティーヴン・ワインバーグ（素粒子論）
- デイヴィッド・ドイッチュ（量子情報）

### 音楽家

#### クラシック音楽

##### 作曲家
- ジャコモ・マイアベーア
- フェリックス・メンデルスゾーン
- ジャック・オッフェンバック
- グスタフ・マーラー
- アルノルト・シェーンベルク
- エーリヒ・ヴォルフガング・コルンゴルト
- スティーヴ・ライヒ

##### 演奏家
- ウラディーミル・アシュケナージ
- カレル・アンチェル
- エリアフ・インバル
- ギドン・クレーメル
- オットー・クレンペラー
- アイザック・スターン
- ゲオルク・ショルティ
- アンドレ・プレヴィン
- イツァーク・パールマン
- ダニエル・バレンボイム
- レナード・バーンスタイン
- ロリン・マゼール
- ユーディ・メニューイン
- アルトゥール・ルービンシュタイン
- ジェームズ・レヴァイン
- ムスティスラフ・ロストロポーヴィチ
- ブルーノ・ワルター

#### ポピュラー音楽
- ジョージ・ガーシュウィン
- ベニー・グッドマン
- スタン・ゲッツ
- ボブ・ディラン
- キャロル・キング
- フィル・スペクター
- レナード・コーエン
- ルー・リード
- ポール・サイモン
- アート・ガーファンクル
- セルジュ・ゲンスブール
- バート・バカラック
- ローラ・ニーロ
- ジャニス・イアン
- フィービ・スノウ
- ハル・ブレイン
- ロビー・クリーガー
- ビリー・ジョエル
- デイヴィッド・リー・ロス（ヴァン・ヘイレン）
- アルフレッド・ライオン
- ポール・スタンレー（KISS）
- ジーン・シモンズ（KISS）
- エリック・シンガー（KISS）

### 日本と関わりの深いユダヤ人
- 石角完爾 - 日本の国際弁護士。
- バーナード・ジャン・ベッテルハイム - 1846年から8年間沖縄に滞在したプロテスタント系キリスト教伝道師。
- アーサー・ウェイリー - 源氏物語、能などを英訳したイギリスのユダヤ人。
- ブルーノ・タウト - 桂離宮など日本建築の美しさを欧米に伝えたユダヤ系ドイツ人。
- ヤン・レッツェル - 広島県の広島県物産陳列館（のちの原爆ドーム）などを設計したユダヤ系チェコ人。
- ジェイコブ・シフ - 日露戦争の際、日本の戦時国債に協力したドイツ生まれのユダヤ系アメリカ人。
- アントニン・レーモンド
- アナトリー・ヤコヴレヴィチ・グートマン - 尼港事件の詳細を日本に伝えたユダヤ系の白系ロシア人のジャーナリスト。
- ゲンリフ・リュシコフ - ソ連内務人民委員部（NKVD）の極東におけるチーフであり、大粛清時に満州国へと亡命して日本軍に協力したユダヤ系ソ連人。
- ハリー・ホワイト - リトアニア系ユダヤ人のアメリカ外交官。ハル・ノートとの関わりを指摘する意見がある（詳細は該当項目参照）。
- チャールズ・ケーディス - 日本国憲法執筆者。
- ハーバート・ノーマン - 日本史研究者。
- エドワード・サイデンステッカー - 日本文学翻訳家。
- ルティ・ジョスコビッツ - 著述家。
- スティーヴン・スピルバーグ - 映画監督。
- エリ・コーヘン - 元駐日イスラエル大使。
- レオ・シロタ - ピアニスト、当時高い評価を西欧で得ていたが、来日し多くの日本人音楽家を育てた。
- ベアテ・シロタ・ゴードン - レオ・シロタの娘で、日本国憲法の人権条項作成に携わり、女性の権利の明記に尽力した。日本国憲法の作成に携わった足跡が『ベアテの贈りもの』として2005年に映画化された。
- ミハイル・コーガン - ユダヤ系ウクライナ人のタイトー創業者。

### 日本のメディアに登場するユダヤ人
- ロバート・フェルドマン
- ピーター・フランクル - 数学者。
- ピーター・バラカン
- デーブ・スペクター - コメンテーター。

## 関連書籍

### 初歩的入門書・紹介書
- 『わかるユダヤ学』（手島勲矢 編著、日本実業出版社、2002年9月、ISBN 4-534-03449-0）
- 『図解ユダヤ社会のしくみ 現代ユダヤ人の本当の姿がここにある』（滝川義人 著、中経出版、2001年3月、ISBN 4-8061-1442-1）
- 『ユダヤを知る事典』（滝川義人 著、東京堂出版、1994年04月、ISBN 4-490-10363-8）
- 『ユダヤ人〈1〉ユダヤ人とは何か』（広河隆一（編集）、 パレスチナ・ユダヤ人問題研究会（編集）、三友社出版 (1985/12) ASIN:B000J6R5A8 ）
- 『イスラエル VS. アラブ 誤解と真実』（ニアイースト・リポート編 / 滝川義人 訳 / ミルトス / ISBN 4-89586-114-7 / 1991年4月）
- 『私のなかの「ユダヤ人」』（ルティ・ジョスコビッツ著、 現代企画室;増補新版 (2007/08) ISBN 4773807083、ISBN 978-4773807080 ）
- 『イスラエル』（臼杵陽著、岩波書店 (2009/4/21) ISBN 4004311829、 ISBN 978-4004311829 ）
- 大澤武男 『ユダヤ人とドイツ』 講談社〈講談社現代新書〉、1991年。

#### ユダヤ教
- 『現代人のためのユダヤ教入門』（デニス・プレーガー* Dennis Prager、ジョーゼフ・テルシュキン Joseph Telushkin 著、松宮克昌・松江伊佐子 訳、ミルトス、ISBN 489586118X）- ユダヤ教への入門・再入門書。ユダヤ教の本質について論じている。
- 『ユダヤ教聖典入門 ― トーラーからカバラーまで』（R・C・ムーサフ・アンドリーセ 著、市川裕 訳、教文館、ISBN 4764262622）

### アシュケナジム社会
- 中央大学人文科学研究所研究叢書 29『ツァロートの道 ユダヤ歴史・文化研究』（中央大学出版部、2002年3月、ISBN 4-8057-4207-0）
- 『彼ら抜きでいられるか 二十世紀ドイツ・ユダヤ精神史の肖像』（ハンス・ユルゲン・シュルツ 編、山下公子・他 訳、新曜社、2004年8月、ISBN 4-7885-0905-9）
- 『表現主義論争とユートピア』（船戸満之 著、情況出版、2002年5月、ISBN 4-915252-63-9）
- 『パリ・貧困と街路の詩学 1930年代外国人芸術家たち』（今橋映子 著、都市出版、1998年5月、ISBN 4-924831-68-9）
- 『フロイトのウィーン』（ブルーノ・ベッテルハイム 著、森泉弘次 訳、みすず書房、1992年3月、ISBN 4-622-03057-8）
- 平凡社ライブラリー 386『ウィトゲンシュタインのウィーン』（S.トゥールミン&A.ジャニク 著、藤村竜雄 訳、平凡社、2001年3月、ISBN 4-582-76386-3）
- りぶらりあ選書『取り消された関係 ドイツ人とユダヤ人』（ハンス・マイヤー 著、宇京早苗 訳、法政大学出版局、2003年8月、ISBN 4-588-02216-4）
- 叢書・ウニベルシタス 510『ユダヤ人とドイツ 「ユダヤ・ドイツの共生」からアウシュヴィッツの記憶まで』（エンツォ・トラヴェルソ 著、宇京頼三 訳、法政大学出版局、1996年2月、ISBN 4-588-00510-3）
- 中公新書『ユダヤ・エリート―アメリカへ渡った東方ユダヤ人』（鈴木輝二 著、中央公論新社、2003年3月、ISBN 4121016882）

### ユダヤ人の芸術

#### イディッシュ文学
- 『ティビエおやじと娘たち』（ショーロム・アレイヘム著 / 南川貞治 注釈、研究社出版、1983年）
- 『牛乳屋テヴィエ』（ショーレム・アレイヘム著）
- 『ユダヤ人たち』（シャロム・アレイヘム著 / 木島始　江田阿希子 訳、思潮社、1980年10月）
- 『屋根の上のバイオリン弾き』（ショラム・アレイヘム著 / 南川貞治 訳、早川書房、1976年）
- 『悔悟者』（アイザック・B・シンガー著 / 大崎ふみ子 訳、吉夏社、2003年12月、ISBN 4-907758-11-1）

#### ドイツ文学
- 『賢者ナータン』（レッシング 著 / 篠田英雄訳、岩波書店（岩波文庫）、1978年、ISBN 4-00-324042-1）
- 『ユダヤ人の生活 マゾッホ短編小説集』（L・v・ザッハー＝マゾッホ / 中沢英雄 訳、柏書房、1994年9月、ISBN 4-7601-1120-4）
- 『果てしなき逃走』（ヨーゼフ・ロート著）
- 『ラデツキー行進曲』（ヨーゼフ・ロート著）

#### アメリカ文学
- E・L・カニグズバーグ作品（児童文学）：カニグズバーグ作品
  - 『魔女ジェニファとわたし ベーグル・チームの作戦（カニグズバーグ作品集 2）』（松永ふみ子 訳、岩波書店、2002年1月、ISBN 4-00-115592-3）
- 創元推理文庫 282-01『水の戒律』（フェイ・ケラーマン 著 / 高橋恭美子 訳、東京創元社、1993年4月、ISBN 4-488-28201-6）

### ユダヤ人の精神・生活関連

#### 哲学関連
- 『ブーバーに学ぶ 「他者」と本当にわかり合うための30章』（斉藤啓一 著、日本教文社、2003年12月、ISBN 4-531-06389-9）
- 『トーラーの知恵 現代を生きるためのユダヤ人の聖書観』（ピンハス・ペリー 著 / 手島勲矢・上野正 訳、ミルトス、1988年6月、ISBN 4-89586-102-3）
- 『なるほど!ユダヤの格言・ユダヤの知恵』（エスカルゴ・ブックス / 滝川義人 著、日本実業出版社、1995年8月、ISBN 4-534-02364-2）

### 教養関連
- 『1人の母親は100人の教師にまさる ユダヤの伝統教育と英才教育』（ルツ・アラジ 著 / 滝川義人 訳、プロスパー企画、2000年4月、ISBN 4-938695-40-5）
- 『子どもが伸びるユダヤ式教育』（アシェル・ナイム 著 / 河合一充 訳、ミルトス、2000年7月、ISBN 4-89586-142-2）
- 『ユダヤ人が語った親バカ教育のレシピ』（アンドリュー・J・サター　ユキコ・サター 著、インデックス・コミュニケーションズ、2006年3月、ISBN 4-7573-0363-7）

### その他
- 『にせユダヤ人と日本人』（浅見定雄 著、朝日新聞社、1983年12月、ISBN 4-02-255090-2）
- 『にせユダヤ人と日本人』（朝日文庫、1986年12月、ISBN 4-02-260416-6）
- 『ユダヤ人の脅威―アメリカ軍の反ユダヤ主義』（ジョーゼフ・W・ベンダースキー著 / 佐野誠 樋上千寿 関根真保 山田皓一 訳、風行社、2003年8月、ISBN 4-938662-60-4）
- 『ロスト・ラゲッジ―エルサレムのかたすみで』（大桑千花 著、而立書房、2006年12月、ISBN 978-4880593364）
- 『ユダヤ移民のニューヨーク 移民の生活と労働の世界』（野村達朗 著、山川出版社、1995年10月、ISBN 4-634-48090-5）
- 『ニューヨーク知識人 ユダヤ的知性とアメリカ文化』（堀邦維 著、彩流社、2000年6月、ISBN 4-88202-649-X）
- 『ショアーの歴史 ユダヤ民族排斥の計画と実行』（ジョルジュ・ベンスサン著 / 吉田恒雄訳、白水社（文庫クセジュ）、2013年8月、ISBN 978-4-560-50982-1）
- 見えないユダヤ人―半世紀後に読む『ロリータ』― 中田晶子、南山大学紀要第37号、2009年

## ユダヤ関連の映画
- しあわせ色のルビー （しあわせ色のルビー）
- 太陽の雫 （サボー・イシュトヴァーン監督）
- ザ・ロイヤル・テネンバウムズ
- ライフ・イズ・ビューティフル
- 戦場のピアニスト
- ベニイ・グッドマン物語
- 紳士協定 (映画)
- 十字砲火 (映画)
- シンドラーのリスト
- 戦火の奇跡 ユダヤを救った男
- 栄光への脱出
- 巨大なる戦場
- ブルーノ (映画)
- ミート・ザ・ペアレンツシリーズ
- ブラックブック
- 耳に残るは君の歌声
- 十戒 (映画)
- 杉原千畝 スギハラチウネ
- ジョジョ・ラビット
- ワンス・アポン・ア・タイム・イン・アメリカ
- 独裁者 (映画)